# Jakob Johansson
Jakob Valdemar Olsson Johansson (Trollhättan, 21 juni 1990) is een Zweeds voormalig voetballer die doorgaans speelde als middenvelder. Tussen 2007 en 2021 was hij actief voor IFK Göteborg, AEK Athene, Stade Rennes en opnieuw IFK Göteborg. Johansson maakte in 2013 zijn debuut in het Zweeds voetbalelftal en kwam uiteindelijk tot achttien interlands.

## Clubcarrière
Johansson speelde in de jeugd van Trollhättans BoIS en maakte later de overstap naar IFK Göteborg. Daar maakte hij in 2007 zijn professionele debuut. Hij werd de eerste speler uit de jaren 90 die actief was in de Allsvenskan. Op 6 oktober 2008 maakte de middenvelder zijn eerste doelpunt, thuis tegen Hammarby IF. Thomas Olsson had de score geopend, waarna Johansson tekende voor het tweede en laatste doelpunt: 2–0. In december 2014 tekende de Zweed een contract voor drieënhalf jaar bij AEK Athene, dat per januari 2015 in zou gaan. Zijn eerste seizoen in de Griekse hoofdstad leverde een kampioenschap in de Football League op en een promotie. Later zou hij met AEK in het seizoen 2017/18 ook het landskampioenschap binnenhalen. In de zomer van 2018 stapte Johansson transfervrij over naar Stade Rennes, waar hij zijn handtekening zette onder een verbintenis voor de duur van twee seizoenen. De middenvelder speelde zestien competitiewedstrijden in zijn eerste seizoen in de Ligue 1, maar het jaar erop kwam hij door een kruisbandblessure niet in actie. Hierop keerde hij terug bij IFK Göteborg. Medio 2021 zette hij een punt achter zijn actieve loopbaan, nadat hij opnieuw door knieproblemen een tijd langs de kant had gestaan.

## Clubstatistieken
| Seizoen | Club         | Competitie      | Competitie | Competitie | Beker | Beker | Internationaal | Internationaal | Totaal | Totaal |
| Seizoen | Club         | Competitie      | Wed.       | Dlp.       | Wed.  | Dlp.  | Wed.           | Dlp.           | Wed.   | Dlp.   |
| ------- | ------------ | --------------- | ---------- | ---------- | ----- | ----- | -------------- | -------------- | ------ | ------ |
| 2007    | IFK Göteborg | Allsvenskan     | 9          | 0          | 4     | 0     | —              | —              | 13     | 0      |
| 2008    | IFK Göteborg | Allsvenskan     | 15         | 2          | 4     | 2     | 0              | 0              | 19     | 4      |
| 2009    | IFK Göteborg | Allsvenskan     | 17         | 1          | 3     | 1     | 1              | 0              | 21     | 2      |
| 2010    | IFK Göteborg | Allsvenskan     | 26         | 4          | 2     | 2     | 2              | 0              | 30     | 6      |
| 2011    | IFK Göteborg | Allsvenskan     | 20         | 2          | 3     | 0     | —              | —              | 23     | 2      |
| 2012    | IFK Göteborg | Allsvenskan     | 22         | 0          | 1     | 0     | —              | —              | 23     | 0      |
| 2013    | IFK Göteborg | Allsvenskan     | 27         | 5          | 7     | 1     | 2              | 0              | 36     | 6      |
| 2014    | IFK Göteborg | Allsvenskan     | 27         | 4          | 5     | 1     | 6              | 1              | 38     | 6      |
| 2014/15 | AEK Athene   | Football League | 21         | 1          | 5     | 0     | —              | —              | 26     | 1      |
| 2015/16 | AEK Athene   | Super League    | 34         | 5          | 8     | 2     | —              | —              | 42     | 7      |
| 2016/17 | AEK Athene   | Super League    | 33         | 0          | 5     | 1     | 1              | 0              | 39     | 1      |
| 2017/18 | AEK Athene   | Super League    | 8          | 1          | 1     | 0     | 8              | 0              | 17     | 1      |
| 2018/19 | Stade Rennes | Ligue 1         | 16         | 1          | 2     | 0     | 4              | 0              | 22     | 1      |
| 2019/20 | Stade Rennes | Ligue 1         | 0          | 0          | 0     | 0     | —              | —              | 0      | 0      |
| 2020    | IFK Göteborg | Allsvenskan     | 18         | 0          | 1     | 0     | 1              | 0              | 20     | 0      |
| Totaal  | Totaal       | Totaal          | 293        | 26         | 51    | 10    | 25             | 1              | 369    | 37     |

## Interlandcarrière
Jakobsson maakte zijn debuut in het Zweeds voetbalelftal op 23 januari 2013. Op die dag werd een vriendschappelijke wedstrijd tegen Noord-Korea met 1–1 gelijkgespeeld. Hong Kum-song zette de Aziaten op voorsprong, waarna Erton Fejzullahu gelijkmaakte. Johansson mocht van bondscoach Erik Hamrén in de basis beginnen en werd zes minuten voor tijd gewisseld ten faveure van Ivo Pękalski. De andere debutanten dit duel waren Pękalski (Malmö FF), Robin Quaison (AIK Solna) en Fejzullahu (Djurgårdens IF). Zijn eerste doelpunt maakte hij tijdens zijn veertiende interland, tijdens een play-offwedstrijd voor het WK 2018 tegen Italië. Na een uur spelen schoot hij de bal via de benen van Daniele De Rossi achter doelman Gianluigi Buffon. Dit bleek het enige doelpunt van de wedstrijd te zijn. Tijdens de return in Italië moest Johansson al na negentien minuten gewisseld worden voor Gustav Svensson door een opgelopen kruisbandblessure. Zweden speelde 0–0 gelijk en plaatste zich voor het WK. Johansson moest door zijn blessure echter een streep zette door het toernooi.
| Interlands van Jakob Johansson voor Zweden | Interlands van Jakob Johansson voor Zweden | Interlands van Jakob Johansson voor Zweden | Interlands van Jakob Johansson voor Zweden | Interlands van Jakob Johansson voor Zweden | Interlands van Jakob Johansson voor Zweden |
| №                                          | Datum                                      | Wedstrijd                                  | Uitslag                                    | Competitie                                 | Goals                                      |
| Als speler bij IFK Göteborg                | Als speler bij IFK Göteborg                | Als speler bij IFK Göteborg                | Als speler bij IFK Göteborg                | Als speler bij IFK Göteborg                | Als speler bij IFK Göteborg                |
| ------------------------------------------ | ------------------------------------------ | ------------------------------------------ | ------------------------------------------ | ------------------------------------------ | ------------------------------------------ |
| 1                                          | 23 januari 2013                            | Noord-Korea – Zweden                       | 1 – 1                                      | Vriendschappelijk                          |                                            |
| 2                                          | 17 januari 2014                            | Moldavië – Zweden                          | 1 – 2                                      | Vriendschappelijk                          |                                            |
| 3                                          | 21 januari 2014                            | IJsland – Zweden                           | 0 – 2                                      | Vriendschappelijk                          |                                            |
| Als speler bij AEK Athene                  |                                            |                                            |                                            |                                            |                                            |
| 4                                          | 11 november 2016                           | Frankrijk – Zweden                         | 2 – 1                                      | WK 2018 kwalificatie                       |                                            |
| 5                                          | 15 november 2016                           | Hongarije – Zweden                         | 0 – 2                                      | Vriendschappelijk                          |                                            |
| 6                                          | 25 maart 2017                              | Zweden – Wit-Rusland                       | 4 – 0                                      | WK 2018 kwalificatie                       |                                            |
| 7                                          | 28 maart 2017                              | Portugal – Zweden                          | 2 – 3                                      | Vriendschappelijk                          |                                            |
| 8                                          | 9 juni 2017                                | Zweden – Frankrijk                         | 2 – 1                                      | WK 2018 kwalificatie                       |                                            |
| 9                                          | 13 juni 2017                               | Noorwegen – Zweden                         | 1 – 1                                      | Vriendschappelijk                          |                                            |
| 10                                         | 31 augustus 2017                           | Bulgarije – Zweden                         | 3 – 2                                      | WK 2018 kwalificatie                       |                                            |
| 11                                         | 3 september 2017                           | Wit-Rusland – Zweden                       | 0 – 4                                      | WK 2018 kwalificatie                       |                                            |
| 12                                         | 7 oktober 2017                             | Zweden – Luxemburg                         | 8 – 0                                      | WK 2018 kwalificatie                       |                                            |
| 13                                         | 10 oktober 2017                            | Nederland – Zweden                         | 2 – 0                                      | WK 2018 kwalificatie                       |                                            |
| 14                                         | 10 november 2017                           | Zweden – Italië                            | 1 – 0                                      | WK 2018 kwalificatie                       | 61'                                        |
| 15                                         | 13 november 2017                           | Italië – Zweden                            | 0 – 0                                      | WK 2018 kwalificatie                       |                                            |
| Als speler bij Stade Rennes                |                                            |                                            |                                            |                                            |                                            |
| 16                                         | 17 november 2018                           | Turkije – Zweden                           | 0 – 1                                      | Nations League 2018/19                     |                                            |
| 17                                         | 20 november 2018                           | Zweden – Rusland                           | 2 – 0                                      | Nations League 2018/19                     |                                            |
| 18                                         | 10 juni 2019                               | Spanje – Zweden                            | 3 – 0                                      | EK 2020 kwalificatie                       |                                            |

## Erelijst
| Competitie      |              |                  |              |              |
| Competitie      | Aantal       | Jaren            |              |              |
| IFK Göteborg    | IFK Göteborg | IFK Göteborg     | IFK Göteborg | IFK Göteborg |
| --------------- | ------------ | ---------------- | ------------ | ------------ |
| Allsvenskan     | 1            | 2007             |              |              |
| Svenska Cupen   | 3            | 2008, 2013, 2020 |              |              |
| AEK Athene      |              |                  |              |              |
| Super League    | 1            | 2017/18          |              |              |
| Football League | 1            | 2014/15          |              |              |
| Beker           | 1            | 2015/16          |              |              |
| Stade Rennes    |              |                  |              |              |
| Coupe de France | 1            | 2018/19          |              |              |